# Senecioneae
A Senecioneae az őszirózsafélék (Asteraceae) családjának legnagyobb nemzetségcsoportja; mintegy 150 nemzetség 3000 faja tartozik ide. A taxon fajainak csaknek egyharmada az aggófű (Senecio) nemzetségbe tartozik. Tagjai között a lehető legnagyobb a formai változatosság; találhatók köztük évelők, egyéves növények, apró hegyvidéki kúszónövények, cserjék, fák és vízinövények is.
A nemzetségcsoport növényei a haszonállat-mérgezések nagyobb részéért felelősek, mint az összes többi növény együttvéve. A méreganyagok közül kiemelendőek a Senecio nemzetség pirrolizidin-alkaloidjai és a Tetradymia furano-eremofilánjai.
Egyes fajok jól ismert kerti növények.

## Osztályozása
A George Bentham, „a 19. század első számú rendszertannal foglalkozó botanikusa” által megkezdett
osztályozási munka óta komoly erőfeszítéseket tettek a Senecioneae meglepő változatosságának osztályozására és megértésére.
A nemzetségcsoportot hagyományosan egy hatalmas nemzetségre (Senecio) és néhány, különböző mértékben változatos nemzetségre osztják.
A Senecioneae leírása, körülhatárolása az évtizedek alatt több szűkítésen és bővítésen is keresztülment, ahogy nemzetségek, néha azok egész csoportjai ki-be vándoroltak a különböző leírásokban, ahogy az történt az Arnica, Liabum, Munnozia, Schistocarpha stb. génuszokkal, amik azóta kikerültek a nemzetségcsoportból.
A taxon állandó újradefiniálásának okai közül a legfontosabbak: igen keveset tudni az intergenerikus kapcsolatokról; nem ismertek a génuszok leszármazási kapcsolatai sem; a morfológiai karakterek alapján történő felosztás megtévesztőnek tűnik; a nemzetségcsoport hatalmas mérete; a Senecio pontos határainak meghatározatlansága és maguknak a fajoknak a határai is sokszor bizonytalanok.
Újabb tanulmányok számos nemzetséget választottak le az eddegiekről, gyakran a legjellemzőbb fajukról véve a leírásukat. Még nem világos, hogy a sok apró, leválasztott nemzetség, vagy a nemzetség szinte alatti taxonok variációinak kezelése vezet majd el a jobb taxonómiai leíráshoz. Egy lehetséges, védhető koncepciónak tűnik a Senecio sensu lato megtartása, legalább addig, amíg a csoport kritikus, fajszintű újraelemzése megtörténik.
A Senecioneae-ből eltávolított nemzetségek többsége a Liabeae-be vagy a Heliantheae sensu lato-ba került át (pl. a Haploësthes a Flaveriinae-be; a Raillardella és kapcsolódó génuszok a Madiinae-be). További információk a témában itt olvashatók: B. G. Baldwin et al. (2002), H. Robinson (1981), B. Nordenstam (1977-1978) és K. Bremer (1994).

## Nemzetséglista
Nemzetségek válogatott listája, több forrásból összeállítva:
| - Abrotanella - Acrisione - Adenostyles - Aequatorium - Alciope - Antillanthus - Arnoglossum - Barkleyanthus - Bedfordia - Bethencourtia - Blennosperma - Brachyglottis - Cadiscus - Cacaliopsis - Caucasalia - Caxamarca - Chersodoma - Cineraria - Cissampelopsis - Crassocephalum - Crocidium - Cremanthodium | - Delairea - Dendrophorbium - Dicerococlados - Dolichorrhiza - Dolichoglottis - Dorobaea - Doronicum - Elekmania - Emilia - Erechtites - Euryops - Farfugium - Gymnodiscus - Gynura - Gynoxys - Haastia - Hasteola - Hertia - Homogyne - Iranecio - Jacobaea - Jessea | - Kleinia - Lachanodes - Lamprocephalus - Lasiocephalus - Lepidospartum - Ligularia - Ligulariopsis - Lopholaena - Luina - Mikaniopsis - Misbrookia - Nemosenecio - Oligothrix - Oresbia - Othonna - Packera - Paracalia - Parasenecio - Pericallis - Petasites - Phaneroglossa - Pittocaulon | - Pladaroxylon - Psacalium - Pseudogynoxys - Pojarkovia - Rainiera - Roldana - Rugelia - Senecio - Sinacalia - Sinosenecio - Solanecio - Steirodiscus - Stilpnogune - Syneilesis - Synotis - Talamancalia - Tephroseris - Tetradymia - Traversia - Tussilago - Werneria - Xenophyllum - Yermo |